# Хрисоху
Хрисоху́ (греч. Κόλπος της Χρυσοχούς ) — залив, расположенный на северо-западном побережье острова Кипр в восточной части Средиземного моря.
Залив лежит между полуостровами Акамас на западе и Тиллирия на востоке. Крайняя западная точка — мыс Арнаути (Акамас). Относится к району Пафос. На берегах залива расположены населённые пункты Помос, Лахи и Полис. Близ Полиса в древности располагался город-государство Марион, разрушенный в 312 году до н. э. и вновь отстроенный в 270 году до н. э. на новом месте под названием Арсиноя. Остатки древнего порта находятся в Лачи возле рыбного порта.
Полуостров Акамас объявлен национальным парком, на его западном побережье на диких пляжах откладывают яйца зелёная черепаха (Chelonia mydas) и логгерхед (Caretta caretta), относящиеся к исчезающим видам морских черепах.